# Barry Harris
Barry Doyle Harris (15. prosince 1929 Detroit, Michigan – 8. prosince 2021 North Bergen, New Jersey) byl americký jazzový klavírista a hudební skladatel. Během své kariéry vydal kolem dvaceti alb pod svým jménem; na některých z nich jej doprovázeli například bubeník Elvin Jones, basisté Ron Carter a Bob Cranshaw nebo saxofonista Pepper Adams. Mimo vlastní alba rovněž hrál na albech jiných umělců, mezi které patří Cannonball Adderley, Yusef Lateef, Donald Byrd, Charlie Byrd nebo Sonny Stitt.